# Pachybrachis atomarius
Pachybrachis atomarius är en skalbaggsart som först beskrevs av F. E. Melsheimer 1847.  Pachybrachis atomarius ingår i släktet Pachybrachis och familjen bladbaggar. Inga underarter finns listade i Catalogue of Life.